# 京阪みやこ漫遊チケット
京阪みやこ漫遊チケット（けいはんみやこまんゆうチケット）は、かつて京阪電気鉄道（京阪）、京都市交通局（自局での発売はなし）、京都バス（自社での発売はなし）が共同で春と秋に発売していた一日乗車券である。
2020年現在は発売されていない。（代わりに類似する商品として京阪が自社線のうち京阪線の石清水八幡宮駅から出町柳駅間と宇治線全線、石清水八幡宮参道ケーブルが乗り放題となる京阪電車 京都１日観光チケットを発売している。発売区間も利用区間に準じるが、石清水八幡宮参道ケーブルでの発売は行われていない。）

## 概要
京都市を訪れる観光客に京阪線の利用を促す目的で発売された。春季・秋季の期間限定で発売されている。乗車券は磁気カード式で、券面には蝶のイラストが描かれていた。
発売の背景には西日本旅客鉄道（JR西日本）東海道本線（JR京都線・JR神戸線）・奈良線との競争の激化があった。

### 乗降フリーエリア
- 京阪電気鉄道 京阪線全線（石清水八幡宮参道ケーブル含む、石山坂本線を除く）
- 京都市交通局 京都市営地下鉄・京都市営バス全線（定期観光路線を除く）
- 京都バス 京都市均一制区間路線および、均一制区間外路線のうち、大原・岩倉村松・岩倉実相院・京都産業大学前・大覚寺・清滝・苔寺まで

京都へのアクセスは必ず京阪線（石山坂本線除く）を利用する必要があり、阪急電鉄（阪急）線、近畿日本鉄道（近鉄）線（ただし、竹田駅を除く）、京福電気鉄道線（嵐電）、叡山電鉄線、JR線などを利用することはできない。

## 有効期間
春季・秋季の発売と同時に有効期間も区切られている。発売期間中の任意の1日に限り有効であった。

## 発売額
1,600円 - 大人のみの設定である。
　